# Distrito electoral de Prairie du Rocher (Illinois)
Prairie du Rocher (en inglés: Prairie du Rocher Precinct) es un distrito electoral ubicado en el condado de Randolph en el estado estadounidense de Illinois. En el Censo de 2010 tenía una población de 974 habitantes y una densidad poblacional de 10,77 personas por km².

## Geografía
Prairie du Rocher se encuentra ubicado en las coordenadas 38°4′57″N 90°6′1″O / 38.08250, -90.10028. Según la Oficina del Censo de los Estados Unidos, Prairie du Rocher tiene una superficie total de 90.46 km², de la cual 84.67 km² corresponden a tierra firme y (6.4%) 5.79 km² es agua.

## Demografía
Según el censo de 2010, había 974 personas residiendo en Prairie du Rocher. La densidad de población era de 10,77 hab./km². De los 974 habitantes, Prairie du Rocher estaba compuesto por el 99.18% blancos, el 0.1% eran afroamericanos, el 0.21% eran amerindios, el 0% eran asiáticos, el 0% eran isleños del Pacífico, el 0.1% eran de otras razas y el 0.41% pertenecían a dos o más razas. Del total de la población el 0.82% eran hispanos o latinos de cualquier raza.